# Castelfondo
Castelfondo é uma comuna italiana da região do Trentino-Alto Ádige, província de Trento, com cerca de 618 habitantes. Estende-se por uma área de 25 km², tendo uma densidade populacional de 25 hab/km². Faz fronteira com San Pancrazio (BZ), Senale-San Felice (BZ), Lauregno (BZ), Fondo, Brez.